# Каунасский институт декоративно-прикладного искусства
Ка́унасский институ́т декорати́вно-прикладно́го иску́сства (Каунасский институт прикладного и декоративного искусства; лит. Taikomosios ir dekoratyvinės dailės institutas) — высшее художественное заведение города Каунаса.

## История
Основан в 1922 году как Каунасская художественная школа. В 1939 году школа получила права высшего учебного заведения. В мае 1940 года Каунасская художественная школа и Факультет изящных искусств Университета Стефана Батория были реорганизованы в два самостоятельных учебных заведения: в Каунасе — Высшее училище прикладного искусства, в Вильнюсе — Вильнюсское художественное училище. В каунасском училище были образованы кафедры кафедры графики, скульптуры, декоративной живописи, художественной керамики, текстиля. В 1941 году, уже при советской власти, училище стало Каунасским институтом прикладного и декоративного искусства (училище в Вильнюсе — Вильнюсской художественной академией, с 1944 года Вильнюсский художественный институт). В 1951 году оба учебных заведения были реорганизованы в Государственный художественный институт Литовской ССР, действующий в Вильнюсе.
В 1959 году в Каунасе было открыто вечернее отделение прикладного искусства вильнюсского Художественного института. В 1979 году в Каунасском отделении декоративного искусства началось обучение на дневном отделении. В 1983 году Каунасское отделение было реформировано в факультет промышленного искусства. 
После преобразования вильнюсского Художественного института в Вильнюсскую художественную академию каунасское отделение в 1991—2002 годах в несколько этапов было преобразовано в факультет Вильнюсской художественной академии, носящий историческое название Каунасского художественного института, с правами юридического лица, со своим советом и ректором. 

## Известные учителя
- Юозас Зикарас
- Каетонас Склерис
- Юозас Микенас — выпускник школы
- Мстислав Валерианович Добужинский
- Витаутас Бичюнас

## Известные ученики
- Пятрас Александравичюс
- Антанас Гудайтис
- Макунайте, Альбина Ионовна
- Витаутас Палайма
- Бронюс Пундзюс
- Витаутас Юркунас